# Petrace
Il Petrace (anticamente denominato Metauros, in greco: Μεταυρος) è un fiume italiano della Calabria meridionale.

## Descrizione
Alimentato da sette affluenti, ha origine dal versante tirrenico dell'Aspromonte. Il suo tratto finale segna il confine (non ufficiale) tra i comuni di Gioia Tauro e Palmi.
Al fiume Petrace sono legati i miti di Oreste e di San Fantino. 
Oreste - dopo aver consultato l'Oracolo di Delfi - ivi sarebbe giunto insieme ad Ifigenia e Pilade per purificarsi dopo l'omicidio della madre Clitemnestra. L'eroe avrebbe poi fondato un tempio ad Apollo e lasciato la propria spada presso un albero di alloro, i cui rami gli antichi Reggini portavano come offerta a Delfi quando avessero interpellato l'Oracolo.
Lungo le sponde del Petrace si tennero sanguinosi scontri tra francesi e spagnoli nei secoli XVI e XVII. Durante la seconda guerra mondiale, per via dei due ponti ferroviari che lo attraversavano (e tutt'oggi lo attraversano), fu testimone di spaventosi bombardamenti.
Come tutti corsi d'acqua della regione è ricco d'acqua (spesso anche in piena) d'inverno e pesantemente in magra durante il periodo estivo, pur avendo una portata media di quasi 8 metri cubi al secondo.